# Cantó d'Alès-Oest
El cantó d'Alès-Ouest és un cantó del departament francès del Gard, situat al districte d'Alès. Té sis municipis i el cap cantonal és Alès.

## Municipis

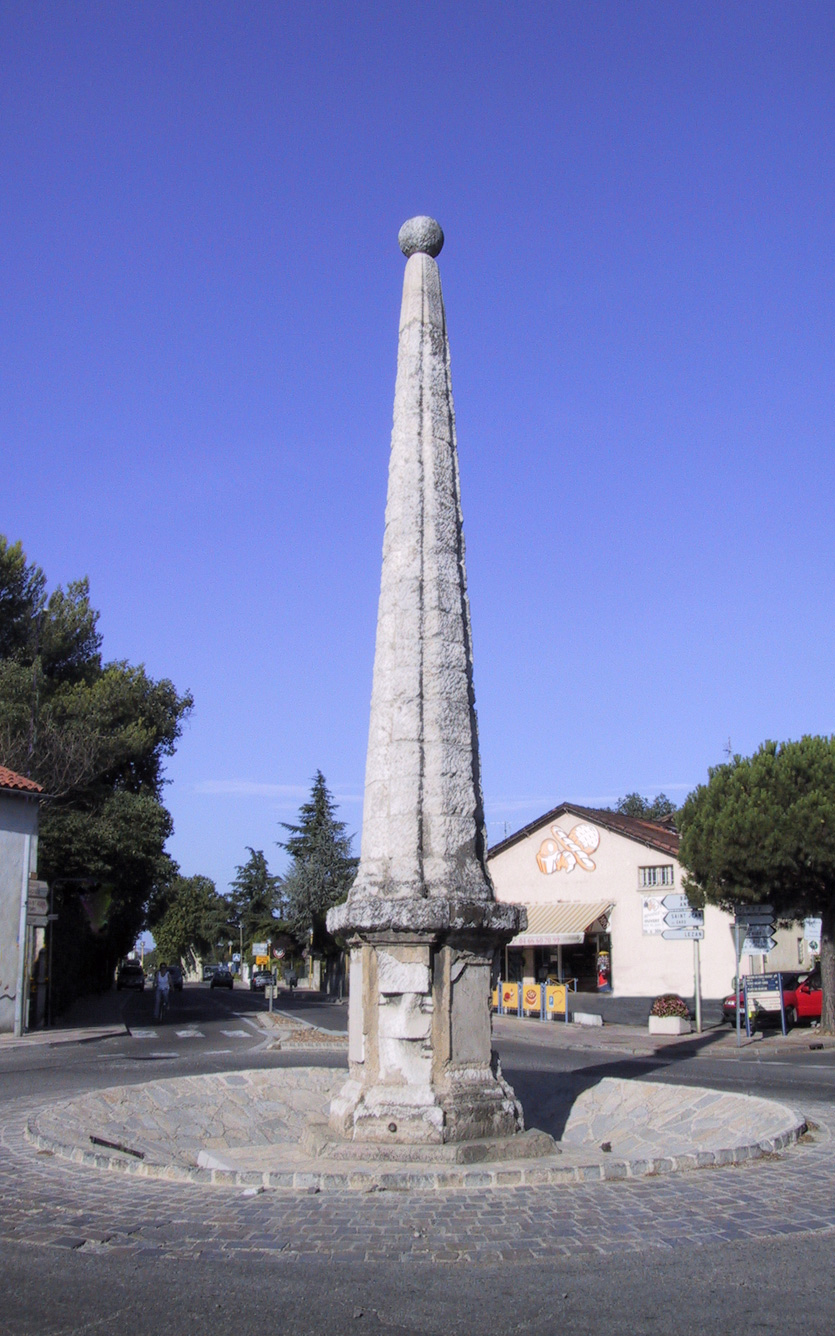
La Piràmide de Saint-Christol lès Alès

- Cendrats
- Sent Cristòu d'Alèst
- Sent Jan del Pin
- Sent Pau de la Còsta
- Sostèla
- Alès (una part)